# Сайдшоу (автомобильное мероприятие)
Сайдшоу (англ. Sideshow) (так это мероприятие называется в Области Залива Сан-Франциско. В округе Лос-Анджелес оно называется тэйковер, англ. Takeover) — это неформальное мероприятие с демонстрацией автомобильных трюков, которое часто проводится на пустырях или дорожных перекрёстках. Чаще всего сайдшоу проводятся в городах из Восточной Части Области Залива Сан-Франциско в США. Изначально возникли в Восточном Окленде, штат Калифорния, в середине 1980-х годов как неформальные активности, на которых собиралась молодёжь Области Залива. Сайдшоу стали ещё более популярными в 1990-х годах. Им посвящён одноимённый трек оклендского рэпера Richie Rich «Sideshow». Строчки песни характеризуют суть этих мероприятий: «Down Bancroft / To the light / Let me warm it up, I hit a donut tight / Chevy on my side / Windows straight tinted / He got hype when he saw me spinnin’ / I’m up outta there, sideways to the next light». Начиная с 2000-х годов сайдшоу стали важной частью хайфи культуры в Северной Калифорнии, что продолжается и по сей день. В 2006 году рэпер и продюсер из Сан-Хосе Traxamillion аналогично выпустил трек «The Sideshow» с гостевыми участиями Too $hort и Mistah F.A.B., который вошёл в его дебютный альбом «The Slapp Addict».

## История
Сайдшоу впервые появились на улицах Восточного Окленда в середине 1980-х годов. Первые сайдшоу проводились на парковках у Торгового Центра Истмонт и Футхилл-Сквер. Изначальной целью для автовладельцев было хвастовство своими машинами. Обычно ими были американские маслкары 1960-х и 1970-х годов. Автомобили часто были сильно модифицированы детальными покрасками, полностью кожаными салонами, проволочными дисками и высокопроизводительными двигателями. Примерно в начале 1990-х годов сайдшоу получили настолько большую популярность, что стали проводиться не только на парковках у вышеобозначенных мест, но и в других местах по всей Области Залива Сан-Франциско. В середине 90-х сайдшоу стали альтернативной активностью для местной молодёжи, которую не пускали в ночные клубы из-за того, что их возраст был моложе 21-го года.
Сайдшоу, несмотря на то, что являются частью культуры Области Залива, в 21-м веке стали проводиться и в Канзас-Сити и Детройте.

## Активность на сайдшоу
На сайдшоу водители, проезжая вокруг собравшейся толпы, чаще всего делают «бублики» и особый трюк, называемый гоуст райдингом. Гострайдинг обычно представляет собой езду с открытыми дверьми, вылезание водителя или пассажира наружу через открытые окна, держание за автомобиль снаружи, сидение на капоте и иногда танец у самого автомобиля, пока тот находится в движении. На сайдшоу часто происходят инциденты с применением насилия, такие как драки и стрельба.

## Действия правоохранительных органов
Для пресечения нелегально проводящихся сайдшоу Департамент Полиции Окленда открыл полицейский участок у Торгового Центра Истмонт и установил «зоны, запрещённые для автособраний» вдоль Бульвара Интернешнел. Чтобы предотвратить распространение сайдшоу на запад, в центр Окленда, в 1996 году вдоль Гранд-Авеню и Лейкшор-Авеню были проведены дополнительные запрещённые для автособраний зоны. Сайдшоу наиболее тесно связаны с Оклендом, где они и зародились. Их часто посещают представители местной хип-хоп сцены, которые их и продвигают. К ним можно отнести рэпера из Вальехо E-40.
8-го июня 2005 года Городской совет Окленда с небольшим перевесом в голосовании отклонил меру (выдвинутую находящимся у поста в то время мэром Джерри Брауном), согласно которой зрители, посетившие сайдшоу, подвергались штрафам или даже лишению свободы. Водителям грозят различные санкции, в том числе и конфискация их автомобилей. 30-го апреля 2019 года Городской совет Сан-Хосе принял постановление, согласно которому посетители сайдшоу штрафуются в размере до 1,000 долларов и подвергаются 6 месяцам лишения свободы. На данный момент вопрос по легализации сайдшоу остаётся открытым.